# Coresthetopsis proxima
Coresthetopsis proxima är en skalbaggsart som beskrevs av Stefan von Breuning 1940. Coresthetopsis proxima ingår i släktet Coresthetopsis och familjen långhorningar. Inga underarter finns listade i Catalogue of Life.